# 杜奈卡农村居民点
杜奈卡农村居民点（俄语：Дунайское сельское поселение）是俄罗斯联邦别尔哥罗德州格赖沃龙区所属的一个农村居民点。其下辖有3个居民点，行政中心为杜奈卡。据2016年统计，该农村居民点的人口为1124人。